# شوتا سوزوكي (لاعب كرة قدم مواليد 1996)
شوتا سوزوكي (باليابانية: 鈴木 翔太) (مواليد 21 نوفمبر 1996) هو لاعب كرة قدم ياباني.

## وصلات خارجية
- شوتا سوزوكي (لاعب كرة قدم مواليد 1996) على موقع رابطة كرة القدم اليابانية للمحترفين (اليابانية)
- شوتا سوزوكي (لاعب كرة قدم مواليد 1996) على موقع قاعدة بيانات كرة القدم.إي يو (الإنجليزية)
- شوتا سوزوكي (لاعب كرة قدم مواليد 1996) على موقع Soccerway.com (الإنجليزية)